# Lounge plus – chillout radio
Lounge plus (Eigenschreibweise lounge plus - chillout radio) ist ein privater Hörfunksender der Radio B2 GmbH. Er übernahm Ende 2020 die Rostocker UKW-Frequenz 105,6 MHz, wo früher der Berliner Radiosender JazzRadio Berlin sein Programm ausgestrahlt hat. Seit Dezember 2020 wird täglich zwischen 18:00 Uhr und 6:00 Uhr Lounge plus bei Maxx FM in Berlin auf DAB+ ausgestrahlt. Eine Verbreitung in Hamburg wurde zu Gunsten des Programms Star*Sat Radio zurückgestellt. 
Der Sender setzt den Schwerpunkt auf Lounge-Musik.